# Kodar-hegység
A Kodar-hegység (oroszul хребет Кодар [hrebet Kodar]) hegység Oroszországban, Dél-Szibériában, a Sztanovoj-felföld északi részén. Közigazgatásilag főleg a Bajkálontúli határterülethez, egy kisebb része pedig az Irkutszki területhez tartozik.

## Jellemzői
Az Észak-mujai-hegységtől keletre fekszik, köztük a Vityim völgye képezi a határt. A délebbre fekvő Kalar-hegységtől a Csara felső folyásának széles völgye, a Felső-Csara-medence választja el. Szélessége 50–60 km, hegyei 2000–2500 m magasak, és itt található az egész Bajkál-vidék legmagasabb pontja, a BAM-csúcs (3072 m).
Kristályos pala, gránit és gneisz építi fel.
1500 m magasságig (a déli lejtőkön 1700 m-ig) daur vörösfenyőből álló hegyi tajga borítja, melyet följebb törpenyír, szibériai törpefenyő, majd a hideg ún. golec-övezetben zuzmós-mohás hegyi tundra vált fel.

## Gleccserei
A Kodar vízválasztóul szolgáló központi gerinceiről több mint 30 (talán 39) rövid, 1–2 km-es gleccser ereszkedik le, össz-területük kb. 15 km2. A jég közepes vastagsága 54 m. Egy részük az Irkutszki terület Bodajbói járásában kialakított Vityim Természetvédelmi Terület fennhatósága alá tartozik.